# Hyalochlora splendens
Hyalochlora splendens är en fjärilsart som beskrevs av Druce 1898. Hyalochlora splendens ingår i släktet Hyalochlora och familjen mätare. Inga underarter finns listade i Catalogue of Life.